# Charlotte Björnstjerna
Charlotte Björnstjerna, född 28 maj 1875, död 19 juli 1901, var en svensk författare, journalist och dramatiker.

## Biografi
Charlotte Björnstjerna var dotter till generalmajoren Roger Björnstjerna och hans maka, född Ankarcrona. Dottern visade redan som barn intresse för skrivandet och vid tio års ålder började hon skriva vers av främst religiöst innehåll. Som journalist var hon verksam i Idun, Dagny och Hemtrevnad, såväl som i flera Stockholmsdagstidningar, bland andra Nya Dagligt Allehanda och Stockholms Dagblad. Hon debuterade som dramatiker år 1895 med Hos Cincinnatus eller Hur en krakmandel kan varda en bittermandel. År 1901 utkom hon med barn- och ungdomsboken Från östan och västan. Hon avled senare samma år efter en tids sjukdom. En nekrolog undertecknad "Gudmor" publicerades i det 31:a numret av veckotidningen Idun 1901.
Vid sidan av skrivandet uppvisade Björnstjerna ett engagemang för Stockholms fattiga. Engagemanget tog sig bland annat uttryck i skyddsföreningsarbete för fattiga familjer och ett medlemskap i Föreningen för folkbibliotek, varigenom den sistnämnda Björnstjerna brukade underhålla fattiga pojkar i den så kallade trasskolan.

### Fotnoter
1. 1 2 3 4  Sveriges dödbok, läst: 19 augusti 2019.[källa från Wikidata]
2. 1 2 3 4  Hellberg 1901, s. 4–5.
3. ↑  ”Charlotte Björnstjerna”. Libris. http://libris.kb.se/hitlist?q=charlotte+bj%C3%B6rnstjerna&r=&f=simp&t=v&s=rc&g=&m=10. Läst 13 oktober 2014.